# Finis Hominis
Finis Hominis (Finis Hominis - O Fim do Homem) é um filme de drama brasileiro de 1971 dirigido por José Mojica Marins, também conhecido pelo seu alter ego, Zé do Caixão. O filme é seguido por Quando os Deuses Adormecem (1972).

## Sinopse
Um homem nu surge do mar e afeta a vida de pessoas em todo o mundo, mas deve eventualmente retornar a sua casa.

## Elenco
- José Mojica Marins - Finis Hominis
- Teresa Sodré  -  Madalena
- Roque Rodrigues  - Cavalcanti
- Rosângela Maldonado
- Mário Lima
- Andréa Bryan  -  Soninha
- Carlos Reichenbach
- Claudia Tucci
- Lurdes Vanucchi Ribas
- Graveto
- Araken Saldanha (dublador da voz de José Mojica Marins)